# Bestemming Stille Zuidzee
Bestemming Stille Zuidzee (Frans: Destination pacifique) is het elfde album uit de Franco-Belgische strip Tanguy en Laverdure van Jean-Michel Charlier (scenario) en Jijé (tekening).
Het verhaal verscheen in voorpublicatie in het Franse stripblad Pilote van 2 november 1967 (nummer 419) tot en met 4 april 1968 (nummer 441). In 1969 werd het verhaal in albumvorm uitgegeven bij Dargaud. In het Nederlands verscheen het verhaal in Pep nummer 22 van 1971 tot en met nummer 35 van dat jaar. Het album werd in 1973 uitgegeven bij Lombard. Dit was het eerste deel van het tweeluik dat zich afspeelde in Frans-Polynesië en handelden over de Franse atoomproeven in de Stille Zuidzee. Omdat deze in de jaren zeventig vrij omstreden waren werden bij de herdruks van albums deze niet meer uitgebracht. In 1977 kwam er dan toch een herdruk en werden deze albums als nummer 17 en 18 uitgegeven.

## Het verhaal
Tanguy en Laverdure arriveren in Tahiti voor een speciale opdracht. De Franse regering gaat atoomproeven uitvoeren. Ze worden gebrieft over een Aziatische organisatie die de westerlingen uit Azië wil verdrijven. De leden van de organisatie noemen zich kamikazes en de baas is de Shôgun. In de stad valt Laverdures oog op de bevallige plaatselijke schone Tarita. Dit blijkt de verloofde te zijn van een oude bekende, Robert Cassin, waarmee ze op de vliegschool gezeten hebben. Hij ontvangt hem thuis en vertelt hem over zijn vliegtuigmaatschappij Tiki Airways. Als ze op de basis aankomen worden ze bespied door een vijandig vliegtuig. Ernest ontdekt de geheime vliegbasis van de Aziaten, maar zijn vliegtuig wordt neergehaald. 
De kamikazes, die zich bij de lokale bevolking als vissers voordoen, proberen informatie van Laverdure los te wikken, maar hij geeft niet toe. Als de Tahitianen de kamikazes bevoorraden weet Ernest te ontsnappen. Hij kan Michel waarschuwen, die naar het eiland vliegt. De kamikazes willen ontsnappen maar ze zijn met te veel voor de twee vliegtuigen die er zijn. De Shôgun en enkele hooggeplaatsten nemen een klein vliegtuig terwijl de meesten in het grote vliegtuig vertrekken om Michel af te leiden. De overgebleven 40 man worden door de Shôgun vergiftigd. Michel achtervolgt het grote vliegtuig en via een list kan hij het neerhalen. Hierna komt hij in een orkaan terecht en komt bijna om maar slaagt erin net op tijd te landen. Ze denken dat de bende nu opgerold is, maar ze weten niet dat de Shôgun ontsnapt is. 